# Зелёный (остров, Кольский залив)
Зелёный — маленький остров на севере Мурманской области. Не населён.

## География
Находится в Пала-губе северной части Кольского залива в 22 километрах к северу от Североморска. В административном отношении остров расположен на территории ЗАТО Александровск.
Расположен на расстоянии примерно 710 метров от материка.
Зелёный имеет неправильную удлиненную форму, вытянутую в направлении северо-восток — юго-запад, причем сторона, обращённая к открытому морю, менее изрезана, чем сторона, обращённая к материку. Его длина составляет около 920 метров, максимальная ширина до 385 метров в центральной части. Самая высокая точка в центре острова имеет максимальную высоту 39,6 метра над уровне моря. Воды вокруг острова достигают глубины 68 метров. Ближайшими к острову населёнными пунктами являются город Гаджиево на юго-западе и ныне необитаемые поселки Кувшинская Салма на северо-западе и Сайда-Губа на юго-западе.

## Соседние острова
В окрестностях Зелёного острова находятся:
- Острова Седловатый, Кувшин и Торос.
- Остров Медвежий, расположенный в 1,1 км к юго-востоку, представляет собой небольшой остров овальной формы, вытянутый с запада на восток (69°16′10″ с. ш. 33°25′30″ в. д.HЯO). Его длина составляет 330 метров, а максимальная ширина — 210 метров в центральный части. Наивысшая точка — 20,4 метра над уровнем моря, на холме находится точка геодезической триангуляции.
- Остров Большая Воронуха, расположенный в 2 км к востоку, представляет собой островок длиной 215 метров и шириной 90 метров (69°16′32″ с. ш. 33°27′50″ в. д.HGЯO).